# Lost (T)apes
Lost (T)apes — це альбом-компіляція німецького гурту Guano Apes. Він складається з ранішніх записів колективу, які були зробленідо того часу, як колектив став відомим.

## Композиції
1. «Your Song»
2. «Hanoi»
3. «Maria»
4. «Diokhan»
5. «Open Your Eyes»
6. «Get Busy»
7. «Ignaz»
8. «Rain»
9. «Wasserfliege»
10. «Come and Feel»
11. «Running Away»
12. «Dreamin'»